# Trzy kobiety (film 1956)
Trzy kobiety – polski film obyczajowy z 1956 roku w reż. Stanisława Różewicza, na podstawie opowiadania Kornela Filipowicza pt. Trzy kobiety z obozu.
Plenery: Paczków i okolice Otmuchowa (województwo opolskie), Złoty Stok (województwo dolnośląskie).

## Opis fabuly
Tytułowe trzy kobiety to trzy byłe więźniarki obozu koncentracyjnego: Helena, Celina i Maria. Po wyzwoleniu wracają do Polski i osiadają na Ziemiach Odzyskanych, próbując powrócić do normalnego życia i zapomnieć o bolesnych doświadczeniach czasu wojny w oparciu o przyjaźń łączącą je w obozie. Jednak w nowych warunkach nie jest to łatwe – jak się okazuje są to trzy różne osobowości. Atrakcyjna Maria wkrótce poznaje dobrze usytuowanego inżyniera i opuszcza swoje przyjaciółki wyjeżdżając do Krakowa. Celina zakochuje się z wzajemnością we Władysławie – miejscowym pracowniku starostwa i postanawia się usamodzielnić. Najstarsza z nich – Helena – nieformalna liderka grupy, pozostaje sama.  

## Obsada
- Zofia Małynicz – Helena Milewska[1]
- Anna Ciepielewska – Celina Wysocka[1]
- Elżbieta Święcicka – Maria Zagórska[1]
- Józef Nalberczak – Władysław Zaręba[1]
- Tadeusz Białoszczyński – kpt. Obersztyn
- Janusz Bylczyński – gestapowiec
- Jan Ciecierski – ksiądz
- Tadeusz Łomnicki – przybysz informujący Helenę o losach Obertyna
- Władysław Sheybal – gestapowiec
- Ryszard Pietruski – szofer szabrownik
- Gustaw Lutkiewicz – podrywacz Marii

i inni. 